# Украинское государственное правление
Украи́нское госуда́рство (укр. Українська Держава) — государственное образование, существовашее с 30 июня (Акт возобновления Украинского государства) по 12 июля 1941 года, когда 5 июля Гестапо арестовали Степана Бандеру, а 12 июля арестовали Ярослава Стецько, Владимира Стахива и других деятелей.
11 августа 1941 года представителями рейхсминистерства оккупированных восточных территорий были вызваны Степан Бандера, Ярослав Стецько, Владимир Стахив, Рихард Ярый, где им был поставлен ультиматум про отмену акта возобновления Украинского государства, однако Бандера 14 августа ответил отказом.
Отдельные местные органы власти Украинского государства продолжали функционировать по сентябрь 1941.
Главным исполнительным органом (правительством) стало Украи́нское госуда́рственное правле́ние (УГП; укр. Українське Державне Правління), учреждённое по инициативе ОУН(б) во главе со Степаном Бандерой во Львове.

## Учреждение

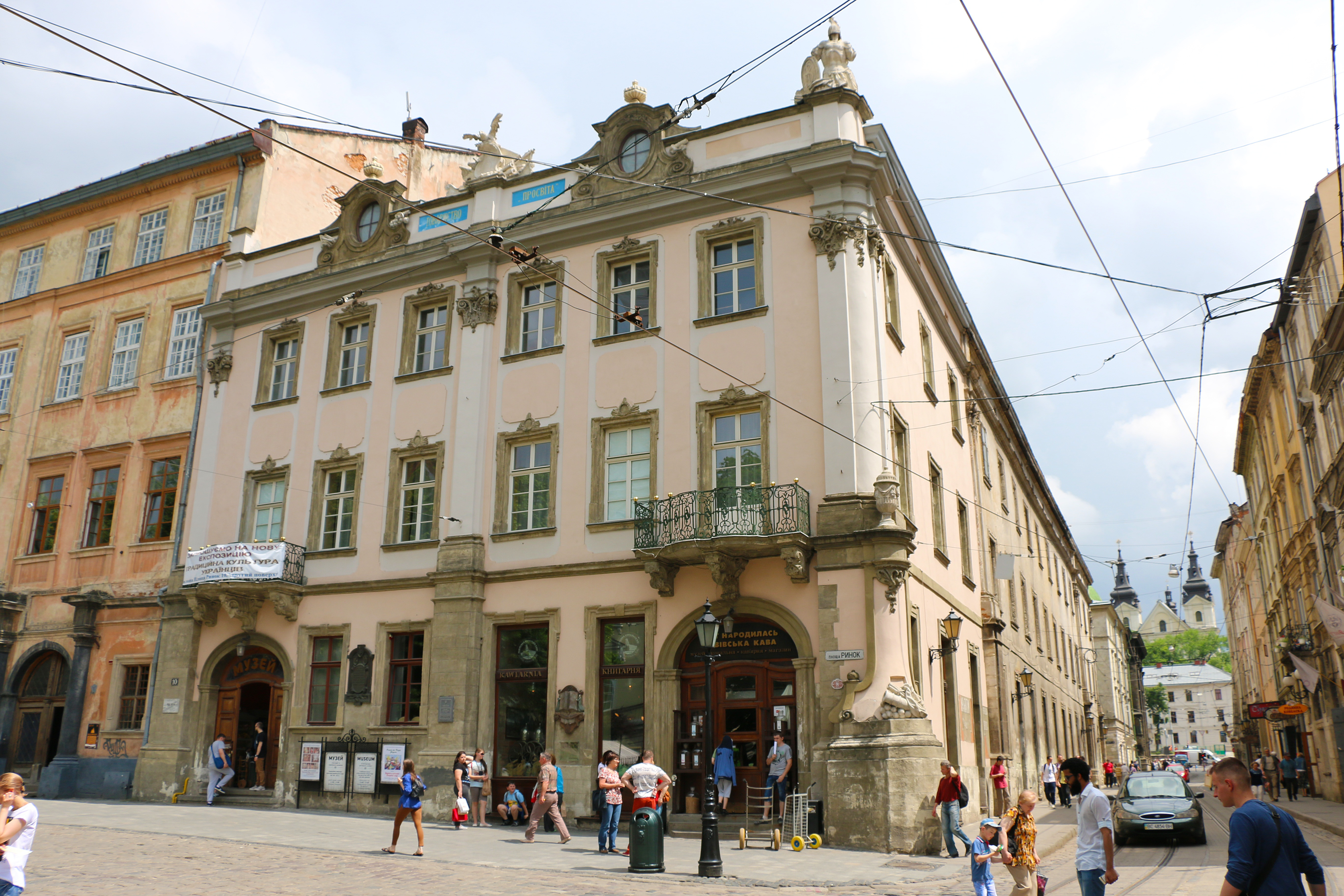
Дворец Любомирских — здание львовского товарищества «Просвита» в 1941 году. Львов, площадь Рынок, 10

22 июня 1941 года, с началом Великой Отечественной войны, ОУН направила на территорию Украины специальную группу во главе с Ярославом Стецько в составе 100 человек.
Утром 30 июня 1941 года во Львов вошёл первый отдел Дружин украинских националистов под командованием сотника Романа Шухевича. В это же время в город поступили сведения о скором прибытии во Львов ещё нескольких отделов националистических повстанцев во главе с краевым проводником ОУН И. Климовым. В 8 часов вечера того же дня в помещении львовского товарищества «Просвита» состоялось Национальное собрание, на котором присутствовали также немецкие кураторы Ганс Кох и Эрнст цу Айкерн. Прибывший в город Стецько произнес речь и зачитал Акт провозглашения Украинского государства.
После провозглашения Акта Стецько был избран Национальным собранием главой исполнительного органа (собственно Украинского государственного правления) восстановленного Украинского Государства. 
В эти же дни во Львове происходили беспорядки и погромы, массовое убийство евреев и людей других национальностей, объявленных «врагами рейха».

## Состав УГП

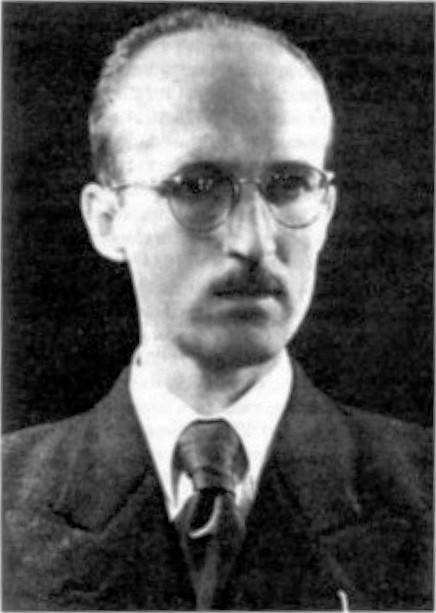
Ярослав Семёнович Стецько

Украинское государственное правительство создано 30 июня 1941 года.
5 июля 1941 года Ярослав Стецько огласил[где?] его состав. В него вошли:
- Ярослав Стецько — председатель правления и руководитель проведения реформ
- Марьян Панчишин — первый заместитель председателя, министр здоровья
- Лев Ребет — второй заместитель председателя
- Всеволод Петрив — министр обороны
- Владимир Лысый — министр внутренних дел
- Микола Лебедь — министр государственной безопасности
- Владимир Стахив — министр иностранных дел
- Юлиан Федусевич — министр справедливости
- Юлиан Павликовский[укр.] — министр народного хозяйства
- Евген Храпливый — министр сельского хозяйства
- Иларий Ольховый — министр финансов
- Андрей Пясецкий — министр лесничества
- Владимир Радзикевич[укр.] — министр образования и вероисповедания
- Олесь Гай-Головко — министр информации и пропаганды
- Иван Климов-Легенда — министр политической координации
- Н. Мороз — министр почты и телеграфов
- Михаил Росляк — начальник государственной канцелярии
- Иосиф Позычанюк — госсекретарь информации и пропаганды.

## Административно-территориальное деление
30 июня 1941 года, сразу же после заседания Национального собрания, во Львове было образовано городское управление под руководством Юрия Полянского. Сам город был объявлен временной (до предполагаемого взятия Киева) столицей Украинского государства.
1 июля 1941 года было образовано Львовское областное управление во главе с А. Маритчаком. Заместителем Маритчака стал Я. Спольська, руководство отделом внутренней администрации занял М. Росляк. В последующие несколько дней начали уездные управления были учреждены по всей области. Кроме того, в течение первой половины июля было образовано Станиславовское областное управление в составе восьми отделов. Во главе его стал инженер И. Семянчук, а его заместителем был назначен Б. Рыбчук.
Благодаря работе трёх «походных групп» ОУН (Северной, Средней и Южной) в составе 7000 специально обученных специалистов и агитаторов, ячейки УГП появились в 11 из 24 областей УССР: во Львове, Станиславове, Дрогобыче, Тернополе, Луцке, Ровно, Каменце-Подольском, Житомире, Виннице, и даже в Кировограде и Днепропетровске. Уездные управления появились в нескольких западных районах Киевской области.

## Деятельность УГП

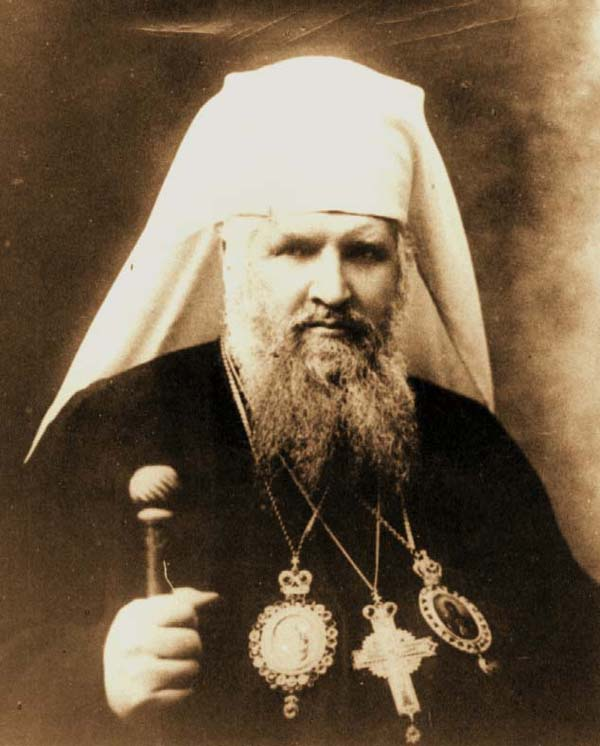
Андрей Шептицкий

Министерством Обороны УГП были учреждены военные школы:
- Старшинская школа в Великих Мостах под руководством сотника Д. Грицая-Перебейноса[10]
- Подстаршинская школа в Поморянах под руководством поручика О. Карачевского-Свободы[11]

## Прекращение деятельности
Уже 1 июля 1941 года служба безопасности и гестапо привлекли к ответственности Коха и подполковника Айкерна, поскольку оба присутствовали на собрании.
2 июля начальник полиции безопасности Гейдрих отдал приказ о создании во Львове «независимого управления городом».
3 июля заместитель госсекретаря Э. Кундт встретился с деятелями Украинского национального комитета, а также с Бандерой. В разговоре с ними Кундт дал понять, что создавать украинское правительство и решать все, что будет происходить на Украине, может только «фюрер, который завоевал эту страну». Бандера не торопился соглашаться, заявив, что руководствовался «мандатом, полученным от украинцев», что «строительство и организация украинской жизни могут быть осуществлены только украинцами».
5 июля 1941 года шеф гестапо Генрих Гиммлер получил задание от Гитлера разобраться с ситуацией относительно деятельности УГП. Впоследствии гестапо был арестован Степан Бандера. 11 и 12 июля сотрудниками СС были арестованы Я. Стецько, В. Стахов, Д. Яцив, Л. Ребет, С. Ленкавский и И. Габрусевич, вследствие чего деятельность УГП прекратилась, и Совет сеньоров взял на себя роль временного украинского представительства, впоследствии превратившись в Украинскую Национальную Раду во Львове.
17 июля 1941 года во время пребывания в селе Юзвин в Винницкой области бойцы батальона «Нахтигаль» узнали про аресты лидеров ОУН(б). В сложившейся ситуации Шухевич направил в адрес верховного командования вооружённых сил Вермахта письмо, в котором указал, что в «результате ареста нашего правительства и лидера легион не может больше пребывать под командованием немецкой армии». 13 августа 1941 года «Нахтигаль» получил приказ передислоцироваться в Жмеринку, где на железнодорожном вокзале возле Винницы солдат разоружили (оружие им вернули в конце сентября), оставив при этом личное оружие офицерам, и под охраной отправили в Германию.
1 августа 1941 нацисты официально объявили о включении Галиции в Генерал-Губернаторство, что означало окончательное решение Берлина не поддерживать создание независимого украинского государства. 3 августа 1941 Бандера и Стецько выразили письменные протесты против расчленения Украины. ОУН (б) в Украине сделала попытку собирать подписи населения с требованием отменить декрет о присоединении Галичины к Генеральной губернии, а также организовала несколько демонстраций в защиту Акта 30 июня 1941. В ответ нацисты приняли решение развернуть против бандеровцев массовые репрессии. 5 августа 1941 начались аресты «странствующих агитаторов группы Бандеры», а 5-15 сентября 1941 на всей территории оккупированной немцами Украине были проведены аресты руководителей ОУН (б), жертвами которых стали 80 % ведущих кадров организации. К концу 1941 гестапо арестовало ещё более 1500 бандеровских активистов.
11 августа 1941 года представителями рехйсминистерства по делам восточных территорий были вызваны на беседу Степан Бандера, Ярослав Стецько, Рихард Ярый и В. Стахов, которым был поставлен ультиматум о немедленном отзыве Акта восстановления Украинского государства. 14 августа рейхсминистр по делам восточных территорий Альфред Розенберг получил от Степана Бандеры официальный отказ в выполнении ультиматума.
Позже, в сентябре 1941 года, I конференция ОУН, учитывая вышеупомянутые события, постановила следующее:

1. Прежде всего, вести активную пропагандистскую деятельность по подготовке украинского населения к активной борьбе с оккупантами.
2. Собирать и складировать оружие.
3. Развернуть массовое обучение членов ОУН военному делу.

Постановление о немедленном переходе к всеобщему вооружённому сопротивлению было отклонено конференцией как несвоевременное.

## Украинская национальная революционная армия
В начале июля 1941 года ОУН(б) начала создавать вооружённые силы Украинского государства — Украинскую национальную революционную армию (УНРА), командующим которой стал Иван Климов. Был создан полк УНРА на Станиславовщине, курень УНРА в Ровно, и отдельные сотни УНРА в некоторых городах и городках Западной Украины. Общая численность бойцов УНРА не превышала 4000—5000. В июле—августе УНРА прекратила своё существование вследствие прекращения деятельности Украинского государственного правления и негативного отношения к ней немецких и венгерских оккупационных войск.